# Mont Yuntai (Matsu)
Pour les articles homonymes, voir Monts Yuntai.
Le mont Yuntai (chinois traditionnel:雲台山 ; pinyin : Yúntái Shān) est une montagne du canton de Nangan dans le comté de Lienchiang à Taïwan. C'est le point culminant de l'île Nangan.

## Géographie
La montagne s'élève à 248 mètres d'altitude.